# Governo provvisorio siberiano
Il governo provvisorio siberiano fu un governo di breve durata in Siberia creato dal movimento bianco nel 1918.

## Storia
La nazione nacque nella notte del 29 gennaio 1918 a Tomsk quando fu instituito il primo nucleo del governo provvisorio siberiano. I membri iniziali di questo governo erano appartenenti al Partito Socialista Rivoluzionario.
Il 1º giugno 1918, in seguito alla rivolta della legione cecoslovacca, venne istituito il Commissariato della Siberia occidentale. Secondo il giornalista William Henry Chamberlin, "... l'iniziativa di formare un nuovo governo è stata presa da tre uomini, Markhov, Mikhailov e Lindberg, che si sono descritti come rappresentanti del governo siberiano e membri dell'Assemblea costituente panrussa, e dal capo del Tomsk Zemstvo, Sidorov."
Nel giugno dello stesso anno si insediò un nuovo governo di matrice conservatrice.Ciò portò a una svolta a destra a partire dalla sostituzione del commissariato, fino ad allora governato dal PSR, con un gruppo di ministri guidati da Pyotr Vologodsky, un giurista liberal-moderato.
Il governo di Vladivostok non accettò la legittimità del nuovo governo con sede a Omsk  che aveva il 4 luglio affermato di essere l'unico governo Siberiano. In questo modo il governo di Vladivostok si dichiarò indipendente come Governo autonomo siberiano.I due governi rifiutarono di riconoscersi a vicenda rivendicando per se stessi il potere sulla Siberia.
I generali dell'esercito tuttavia si schierarono al fianco del governo di Omsk isolando il governo di Vladivostok.
Nel settembre 1918 con l'accordo di Ufa, i principali esponenti anti-bolscevichi russi si riunirono e crearono a Omsk il governo provvisorio Panrusso.
Nel novembre del 1918 ci fu però un colpo di Stato che depose il precedente presidente e proclamò Alexander Kolchak sovrano supremo di Russia.
Omsk cadrà il 14 novembre 1919 ponendo fine alla resistenza in Siberia.

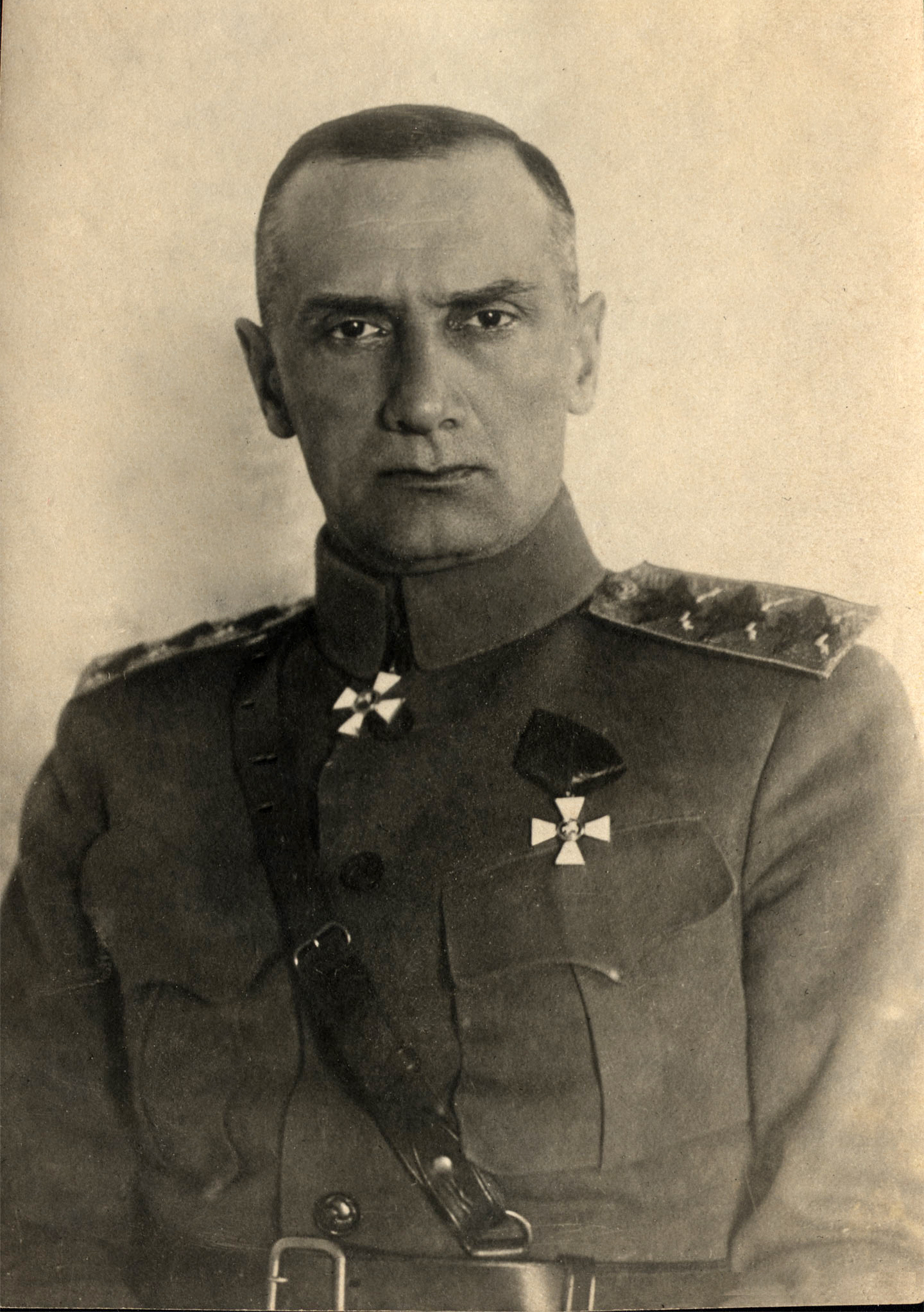
Alexander Kolchak